# Banco Inversis
Inversis Banco es una entidad de crédito orientada al ámbito institucional incluido el negocio relacionado con el Área Mercado de Capitales.
Inversis Banco se creó en 2001 y tiene su sede en Madrid.

## Historia
Inicialmente, fue una entidad especializada en productos de inversión cuyos servicios estaban dirigidos a clientes, particulares e instituciones. El banco basaba su negocio en la oferta de productos de inversión de terceros a través de dos plataformas de contratación: la plataforma de fondos de inversión y la plataforma de renta variable. Al cierre del primer cuatrimestre de 2013, gestionaba un patrimonio de 40.600 millones de euros de activos, de los que 4500 correspondían a particulares.
El 28 de junio de 2013, se anunció que Banca Privada de Andorra (BPA), matriz de Banco Madrid, había logrado quedarse con el 100% de Inversis Banco gracias a una oferta de 215 millones de euros.
Sin embargo, el 12 de julio de 2013 Banca March, que tenía el 5% del capital de Inversis Banco, comunicó el ejercicio de su derecho de tanteo de la mano de Andbank y Orey Antunes. Ejercieron el derecho de adquisición preferente, junto a Orey Antunes, y a la vez, le venderían el negocio de banca privada minorista de Inversis a Andbank por 179,8 millones.
En enero de 2014, Banca March pasó a controlar el 100% del capital social de Inversis. Una vez se ejecutara la segregación del negocio de banca minorista a Andbank, Banca March vendería al grupo portugués Orey Antunes una participación del 50% de Inversis.
El 28 de noviembre de 2014, Andbank culminó la incorporación del negocio de banca personal y privada de Inversis. Desde ese momento, Banco Inversis, una vez escindido el negocio de banca privada minorista, centró su negocio en el ámbito institucional incluido el negocio relacionado con el Área Mercado de Capitales.
El 8 de enero de 2016, culminó el proceso de cambio accionarial iniciado en julio de 2013. Así, una vez recibidas las aprobaciones pertinentes por parte del Banco Central Europeo (BCE) y la Comisión Nacional del Mercado de Valores (CNMV), el Grupo Orey adquirió el 49,99% del capital social de Banco Inversis, ostentando Banca March el 50,01% restante, integrándose Banco Inversis en el Grupo Banca March a efectos contables y regulatorios.
El 11 de marzo de 2016, Banco Inversis anunció la adquisición del 100% del negocio desarrollado en España de RBC Investor & Treasury Services (RBC I&TS), que formaba parte del grupo Royal Bank of Canada (RBC). Este negocio operaba bajo la marca Bancoval.
El 13 de julio de 2016, Banca March anunció la adquisición a Orey de su participación del 49,99% en Banco Inversis, por lo que quedó como propietario único de Inversis al sumarse al 50,01% que ya poseía.
En el segundo semestre de 2017, Inversis culmina el proceso de integración de clientes y empleados de Bancoval.
En diciembre de 2020, Accenture e Inversis llegan a un acuerdo estratégico para el desarrollo internacional de soluciones de 'outsourcing' en servicios de inversión. Este acuerdo busca impulsar una línea de negocio con foco internacional que permitirá a las entidades de crédito, principalmente bancos universales y especializados en banca privada, externalizar todos los procesos operativos y tecnológicos relativos a la distribución de productos de inversión.
En 2024, Banca March acordó la venta progresiva del 100 % de Inversis a Euroclear, mediante una operación estructurada en fases que prevé alcanzar la totalidad del capital en un plazo de unos tres años. Esta alianza se enmarca en la estrategia de crecimiento e internacionalización de Inversis, reforzada por la apertura de su sucursal en Luxemburgo y las adquisiciones del negocio de depositaría de Banque Havilland y del 40 % de Adepa.
En marzo de 2025, Banca March completó la venta de un 49 % de Inversis a Euroclear por 172 millones de euros, tras obtener las autorizaciones regulatorias. Con esta entrada, Euroclear se incorpora como socio estratégico para impulsar el negocio internacional de Inversis y potenciar su oferta integral de servicios tecnológicos, de depositaría y de externalización financiera.